# Clarión
Clarión (spanisch Isla Clarión, früher auch Isla Santa Rosa) ist eine Insel im östlichen Pazifischen Ozean. Sie ist gleichsam die zweitgrößte und westlichste der zu Mexiko gehörenden Revillagigedo-Inseln und liegt 314 km von Socorro, der größten Insel dieser Inselgruppe entfernt. Politisch ist die Insel ein Teil des mexikanischen Bundesstaates Colima, von dessen Küste sie gut 1000 km entfernt liegt.
Die Insel ist 8,5 km lang, 3,7 km breit und weist eine Fläche von 19,7 km² auf. Die höchste Erhebung der Insel ist mit 335 Metern der Monte Gallegos. Bis auf eine kleine Marinestation mit neun Mann Besatzung ist die Insel unbewohnt. Wie alle Revillagigedo-Inseln ist auch Clarión vulkanischen Ursprungs.

## Geschichte
Über die Entdeckung Clarións gibt es unterschiedliche Angaben: Sie könnte bereits Ende 1542 vom spanischen Entdecker Ruy López de Villalobos entdeckt worden sein, oder 1615 vom holländischen Seefahrer Joris van Spilbergen, oder aber 1779 von José Camacho, der sie Santa Rosa taufte.
Ein weiterer früher Kontakt datiert vom 21. August 1721, als der englische Kaperkapitän George Shelvocke – von Kalifornien kommend – die Insel wiedersichtete.
Der Inselname geht auf die amerikanische Brigg Clarion (Kapitän Henry Gyzelaar) zurück, die sich um das Jahr 1820 auf einer Handelsreise im Pazifik befand.

## Flora und Fauna
Clarión ist Bestandteil des am 4. Juni 1994 geschaffenen Biosphärenreservats Reserva de la Biosfera "Archipiélago de Revillagigedo". Auf der Insel kommen 20 endemische Pflanzenarten, eine endemische Vogelart, der Clariónzaunkönig (Troglodytes tanneri) sowie drei endemische Unterarten vor: Der Revillagigedo-Kaninchenkauz (Athene cunicularia rostrata), der Clarion-Kolkrabe (Corvus corax clarionensis) sowie die Clarion-Carolinataube (Zenaida macroura clarionensis).